# Hesenská válka
Hesenská válka (německy Hessenkrieg), též hesenské války (Hessenkriege), byl ozbrojený konflikt ve Svaté říši římské v době třicetileté války. Probíhal přerušovaně v letech 1567 až 1648 mezi dvěma německými protestantskými státy, lankrabstvími Hesensko-Kasselska a Hesensko-Darmstadtska, na území současné spolkové země Hesensko.
Hesensko bylo od roku 1604 rozdvojeno nábožensky (v důsledku rozdílných vyznání svých panovníků) a následně i politicky. Ve třicetileté válce se kalvinistické Hesensko-Kaselsko stalo spojencem protestantského Švédska i katolické Francie. Naproti tomu augsburské Hesensko-Darmstadtsko stranilo císaři.
Válka mezi oběma větvemi Hesenských, která se rozpoutala kvůli dědictví po vymřelé hesensko-marburské větve rodu, přerušovaně trvala přes 80 let a skončila vítězstvím Hesensko-Kasselska.